# Szarvaslak
Szarvaslak (korábban Rogasócz, szlovénül: Rogašovci, régen vendül Rotgašovci, németül: Reissen) falu és Szarvaslak község központja a Muravidéken, Szlovéniában.

## Fekvése
Muraszombattól 30 km-re északnyugatra, a Vendvidéki-dombság (Goričko) területén, a Lendva-patak partján, a szlovén-osztrák határ mellett fekszik.

## A község (járás) települései
Szarvaslakon kívül Dióslak (Nuskova), Gedőudvar (Ocinje), Határfalva (Kramarovci), Hegyszoros (Sotina), Kismáriahavas (Fikšinci), Perestó (Pertoča), Rétállás (Ropoča), Seregháza (Serdica), Vasvecsés (Večeslavci) és Vízlendva (Sveti Jurij) falvak tartoznak a községhez.

## Története
1365-ben még "Pezkfolua" néven említik először abban az oklevélben, melyben Széchy Miklós és testvére átengedik a királynak Éleskő várát, Miskolcot, tartozékaival, valamint a Szent Péter és Pál apostolok tiszteletére létesült tapolcai apátság kegyuraságával együtt, viszont a király Felsőlendva várát adja a hozzátartozó 73 birtokkal, köztük Peszkfaluval, a mai Szarvaslakkal.
A Széchy család fiágának kihalása után 1685-ban Felsőlendva új birtokosa Nádasdy Ferenc, Széchy Katalin férje lett. Ezután az uradalommal együtt egészen a 19. század második feléig a Nádasdyaké.
Eredetileg "Rogasócz" néven szerepelt a térképeken. Fényes Elek a tótsági járásról is szóló könyvében Rotgacsócsként írja és 278 lakót említ, amelyből ketten evangélikusok voltak. A falu a vízlendvai templom fiókegyháza volt. A 19. században lett neve Szarvaslakra magyarosítva.
Vályi András szerint " ROGASOCZ. Tót falu Vas Várm. földes Ura Gr. Nádasdy Uraság, lakosai külömbfélék, fekszik Sz. Györgyhöz közel, mellynek filiája, jeles javai vagynak, de határja sovány."
Fényes Elek szerint " Rogasócz, vindus falu, Vas vgyében, a felső-lendvai uradalomban, 200 lak."
Vas vármegye monográfiája szerint " Szarvaslak, Lendva menti község, 66 házzal és 413 r. kath. és ág. ev. vallású, vend és német lakossal. Postája helyben van, távírója Muraszombat. Határában fogják elvezetni a tervezett gyanafalva-muraszombati vasútvonalat. Földesurai a Nádasdyak voltak."
1910-ben  526, többségben szlovén lakosa volt, jelentős német kisebbséggel. A trianoni békeszerződésig Vas vármegye Muraszombati járásához tartozott.
1919-ben a Vendvidéki Köztársaság vette birtokába, ezt követően a Szerb–Horvát–Szlovén Királyság (1929-től Jugoszlávia). 1941-ben a magyar hadsereg a német Wehrmachttal közösen foglalta el,  1945-től ismét Jugoszlávia része, ekkor a kollektív bűnösség nevében a környék német kisebbségét is elűzték.
1991-ben, Szlovénia függetlenségének kimondása óta Szarvaslak is a része.
A településnek a legutóbbi 2002-es adatok szerint 278, az egész községnek 3399 lakója volt. 1991-ben még 358-an  laktak itt.

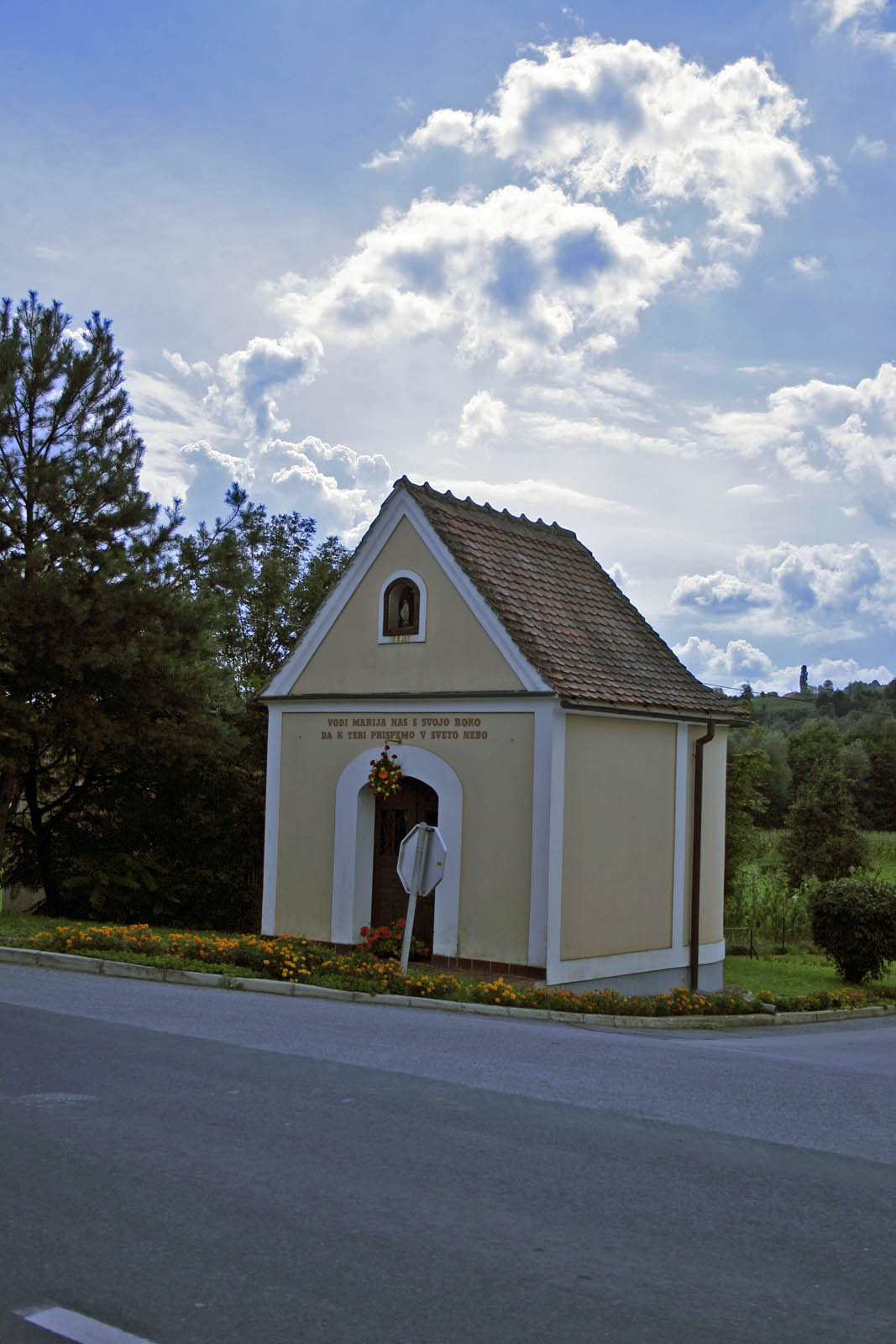
A Mária-kápolna

## Nevezetességei
- Szűz Mária tiszteletére szentelt torony nélküli kápolnája.
- A faluban található ásványvízforrás és mész gyártásával is foglalkoznak, a környező hegyvidék ugyanis rendelkezik ezen ásványi anyagokkal.